# Leela Aheer
Leela Sharon Aheer, née le 26 septembre 1970, est une femme politique canadienne, elle est élue à l'Assemblée législative de l'Alberta lors de l'élection provinciale de 2015. Elle représente la circonscription de Chestermere-Rocky View puis celle de Chestermere-Strathmore en tant qu'une membre du Parti Wildrose puis du Parti conservateur uni.